# Trematòpsids
Els trematòpsids (Trematopsidae) constitueixen una família d'amfibis temnospòndils que visqueren al Permià inferior, fa entre 290 i 275 milions d'anys. Les seves restes fòssils s'han trobat a Amèrica del Nord.